# Kippenhok

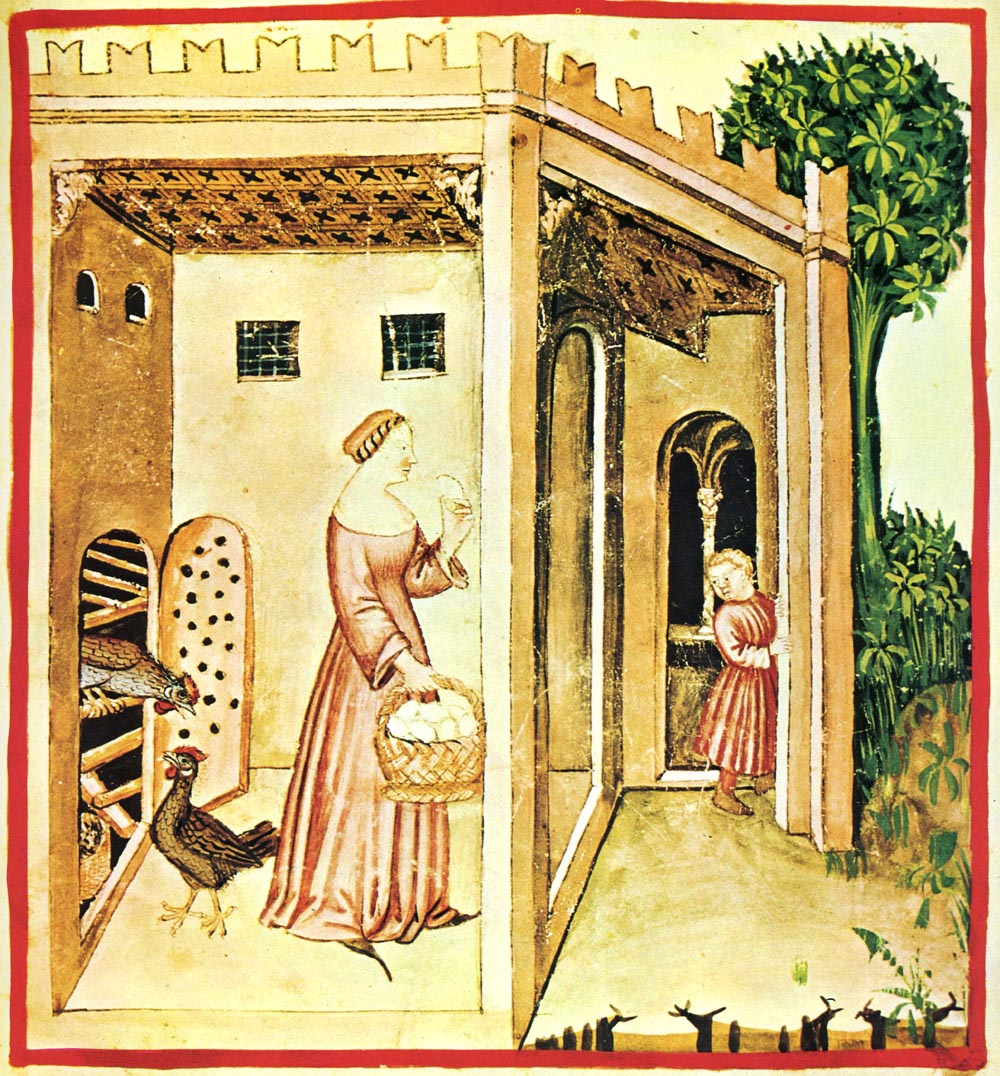
Een hok in de 14e eeuw n.Chr.

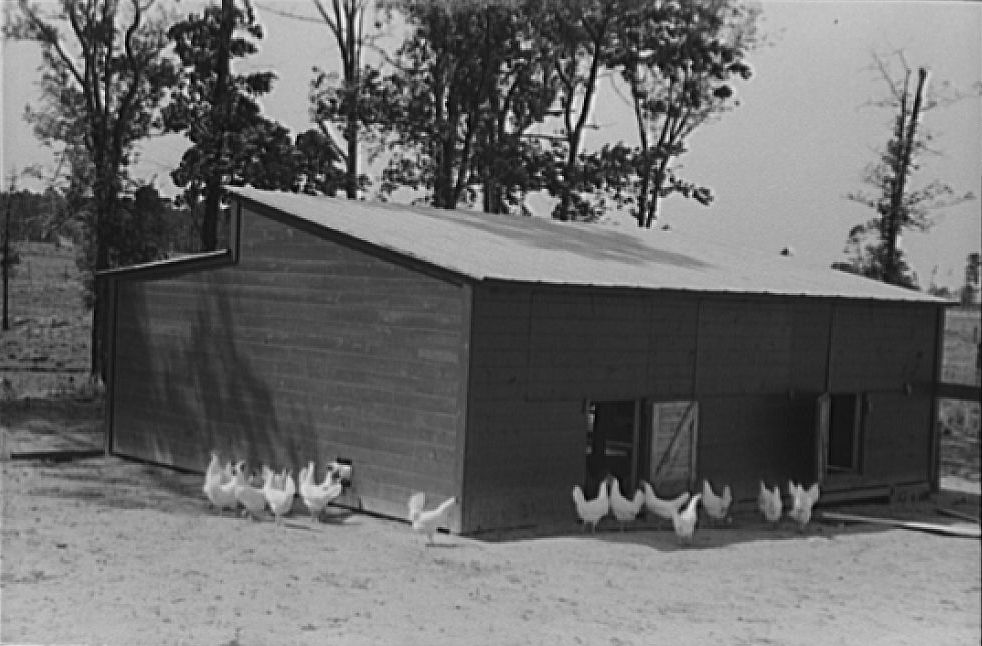
Een groot houten kippenhok in Texas

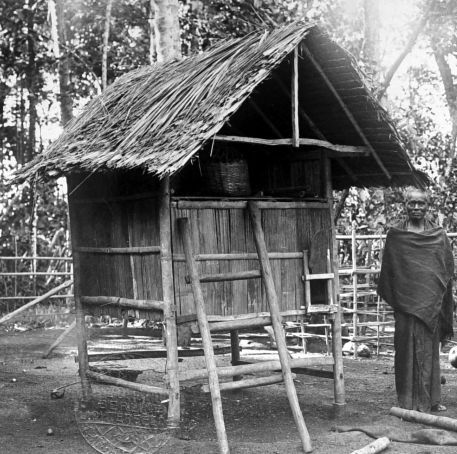
Verhoogd hokje in voormalig Oost-Indië

Een kippenhok is een ruimte of gebouw waarin kippen gehouden worden. Een kippenhok bevindt zich meestal vaststaand op een erf en wordt doorgaans van hout gebouwd. Aangezien kippen op alle continenten en in alle klimaatzones voorkomen, bestaat er een grote variatie aan vormen.

## Functie
De hoofdfuncties van een kippenhok zijn de bescherming tegen roofdieren, wind en regen. Hoewel lokale landhoenders in staat zijn in zonder veel beschutting te overleven, zijn andere kippenrassen niet aangepast aan het West-Europese klimaat en benodigen een droge en windvrije omgeving.

## Bouwwijze

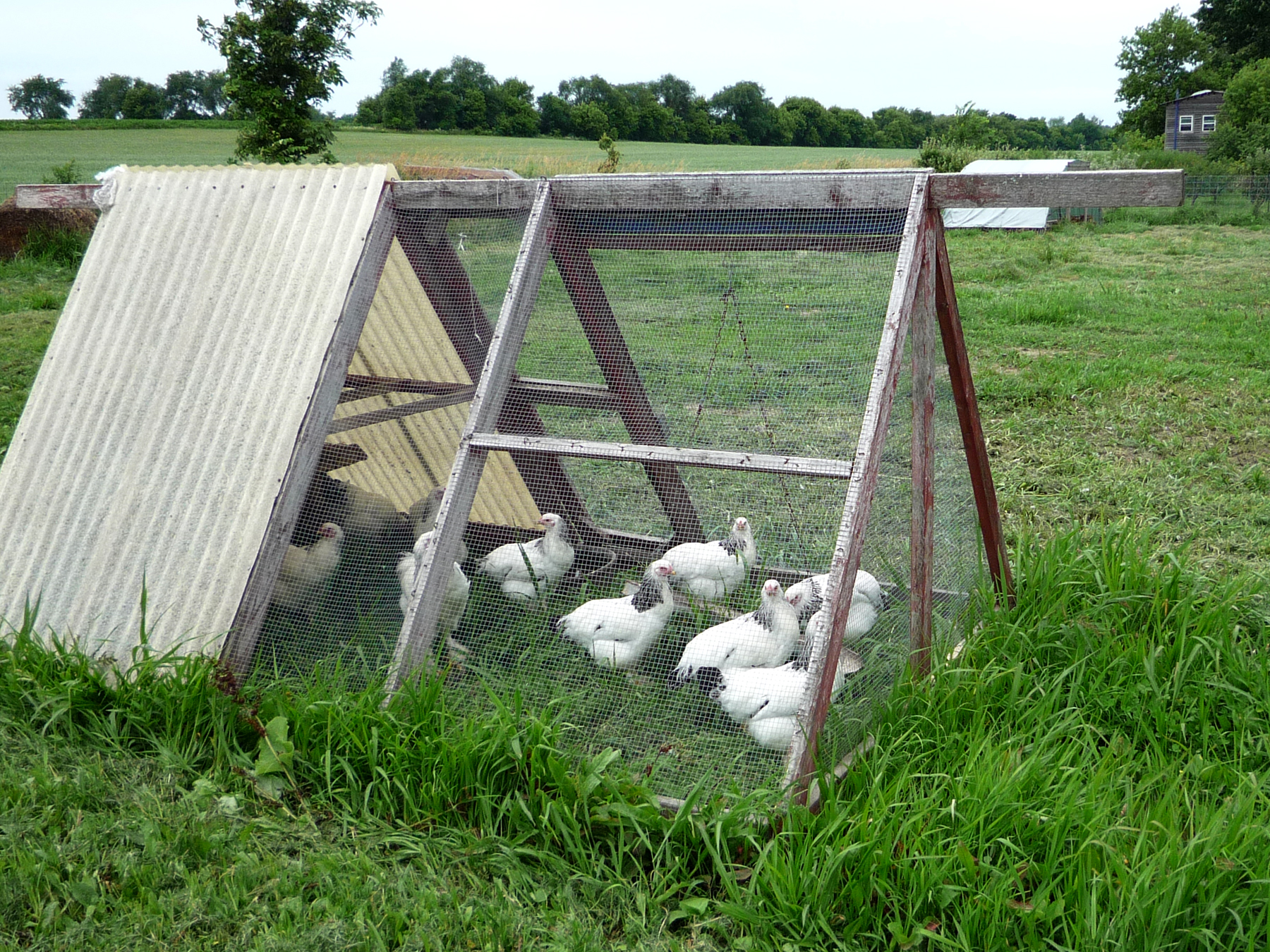
Een verplaatsbaar koloniehokje

Kippenhokken worden op verschillende manieren gebouwd, afhankelijk van de plaats en het gebruik. Grotere hokken zijn meestal vaststaand. Kleinere hokken kunnen ook verplaatsbaar zijn, zoals de vroeger gebruikelijke koloniehokken voor de opfok van jonge dieren op de weide.

### Grootte
Als het hok zelf alleen ter overnachting dient, is een ren nodig: een aangebouwde omheining van kippengaas zonder dak. In dit geval kan de grootte van het hok kleiner gehouden worden: ongeveer 1 m² per drie volwassen grote kippen. Als de dieren geen afzonderlijke uitloop hebben, is een duidelijk grotere oppervlakte van 3 m² per dier nodig. Krielkippen volstaan met ongeveer twee derde van de genoemde oppervlakte.

### Wanden
De wanden moeten zo weinig mogelijk kieren bevatten, omdat zich in kieren luizen en andere parasieten ophouden. Ter vermijding van bloedluizen is het zinvol de wanden te witten met witkalk.

### Windrichting
Het is aan te raden om bij het plaatsen van een kippenhok rekening te houden met de regen- en windzijde. Openingen dienen in ons klimaat aan de oost- of zuidwand geplaatst te worden.

### Bodem
Als vloerbekleding in het hok wordt stro, hooi, houtkrullen of hennepstrooisel gebruikt. Vaak wordt in een groter hok de helft tot een derde van de oppervlakte voorzien van een mestrooster.

### Zitstok
De meeste kippenrassen zitten graag op een zitstok of zitroest. Dit is een stok, bevestigd aan twee overstaande zijden van het hok. Afgeronde latten hebben zijn voor de poten van de kippen beter dan ronde stokken. De zwaardere kippenrassen zoals de cochin en brahma zitten liever op de grond, omdat ze vaak moeite hebben om met hun grote lichaam op een stok te zitten.

### Nestkast
In elk kippenhok dient een nestkast of legnest aanwezig te zijn. Een nestkast is een afgeschutte plaats waar kippen hun nest kunnen hebben en doorgaans de eieren zullen leggen. De nestkast dient zich in het donkerste gedeelte van het hok te bevinden en wordt doorgaans in de buurt van de zitstok bevestigd.